# Карабулак (Курчумский район)
Карабулак (каз. Қарабұлақ, до 1992 г. — Высокогорка) — упразднённое село в Куршимском районе Восточно-Казахстанской области Казахстана. Упразднено в 2019 г. Входило в состав Куйганского сельского округа. Код КАТО — 635255300.

## Население
В 1999 году население села составляло 196 человек (102 мужчины и 94 женщины). По данным переписи 2009 года, в селе проживал 131 человек (69 мужчин и 62 женщины).